# Qualificações para o Campeonato Europeu de Futebol de 2024 – Grupo F
O Grupo F das Qualificações para o Campeonato Europeu de Futebol de 2024 foi um dos dez grupos que decidiram os participantes do Campeonato Europeu de Futebol de 2024. As duas melhores seleções se classificaram.

## Classificação
|  | Equipes qualificadas para o Campeonato Europeu de Futebol de 2024 |
|  | Equipes classificadas para a repescagem                           |
|  | Equipes eliminadas                                                |

| Pos | Equipe     | Pts | J | V | E | D | GP | GC | SG  | Classificado             |  | BEL | AUT | SWE | AZE | EST |
| --- | ---------- | --- | - | - | - | - | -- | -- | --- | ------------------------ |  | --- | --- | --- | --- | --- |
| 1   | Bélgica    | 20  | 8 | 6 | 2 | 0 | 22 | 4  | +18 | Eurocopa 2024            |  | —   | 1–1 | 1–1 | 5–0 | 5–0 |
| 2   | Áustria    | 19  | 8 | 6 | 1 | 1 | 17 | 7  | +10 | Eurocopa 2024            |  | 2–3 | —   | 2–0 | 4–1 | 2–1 |
| 3   | Suécia     | 10  | 8 | 3 | 1 | 4 | 14 | 12 | +2  | Eliminado                |  | 0–3 | 1–3 | —   | 5–0 | 2–0 |
| 4   | Azerbaijão | 7   | 8 | 2 | 1 | 5 | 7  | 17 | −10 | Eliminado                |  | 0–1 | 0–1 | 3–0 | —   | 1–1 |
| 5   | Estónia    | 1   | 8 | 0 | 1 | 7 | 2  | 22 | −20 | Avança para a repescagem |  | 0–3 | 0–2 | 0–5 | 0–2 | —   |

1. ↑  O jogo Bélgica x Suécia foi abandonado no intervalo com o placar de 1 a 1 por motivos de segurança, depois de dois torcedores suecos foram mortos em um tiroteio terrorista em Bruxelas.[1] Em 19 de outubro de 2023, a UEFA decidiu que o resultado do intervalo seria considerado final e a partida não seria reiniciada.[2]

## Partidas
As partidas foram divulgadas pela UEFA em 10 de outubro de 2022. Para as partidas é utilizado o fuso horário UTC+1 e UTC+2.
| 24 de março de 2023 | Áustria                                               | 4 – 1     | Azerbaijão    | Arena Raiffeisen, Linz                          |
| 20:45               | Sabitzer 28', 50' · Gregoritsch 29' · Baumgartner 69' | Relatório | Makhmudov 64' | Público: 16 500 Árbitro: POL Bartosz Frankowski |

| 24 de março de 2023 | Suécia | 0 – 3     | Bélgica              | Friends Arena, Solna                       |
| 20:45               |        | Relatório | Lukaku 35', 49', 83' | Público: 49 296 Árbitro: ISR Orel Grinfeld |

| 27 de março de 2023 | Áustria                     | 2 – 1     | Estónia      | Ernst-Happel-Stadion, Viena              |
| 20:45               | Kainz 68' · Gregoritsch 88' | Relatório | Sappinen 25' | Público: 16 500 Árbitro: ALB Enea Jorgji |

| 27 de março de 2023 | Suécia                                                                           | 5 – 0     | Azerbaijão | Friends Arena, Solna                            |
| 20:45               | Forsberg 38' · Mustafazade 65' (g.c.) · Gyökeres 79' · Karlsson 88' · Elanga 89' | Relatório |            | Público: 23 674 Árbitro: FRA Stéphanie Frappart |

| 17 de junho de 2023 | Azerbaijão     | 1 – 1     | Estónia      | Dalga Arena, Bacu                        |
| 18:00 (20:00 UTC+4) | Krivotsyuk 62' | Relatório | Sappinen 27' | Público: 3 900 Árbitro: CZE Ondřej Berka |

| 17 de junho de 2023 | Bélgica    | 1 – 1     | Áustria            | Estádio Rei Balduíno, Bruxelas              |
| 20:45               | Lukaku 62' | Relatório | Mangala 22' (g.c.) | Público: 39 237 Árbitro: FRA Jérôme Brisard |

| 20 de junho de 2023 | Áustria              | 2 – 0     | Suécia | Ernst-Happel-Stadion, Viena              |
| 20:45               | Baumgartner 81', 89' | Relatório |        | Público: 46 300 Árbitro: ITA Marco Guida |

| 20 de junho de 2023 | Estónia | 0 – 3     | Bélgica                        | A. Le Coq Arena, Tallinn                 |
| 20:45 (21:45 UTC+3) |         | Relatório | Lukaku 37', 40' · Bakayoko 90' | Público: 11 772 Árbitro: SCO John Beaton |

| 9 de setembro de 2023 | Azerbaijão | 0 – 1     | Bélgica      | Dalga Arena, Bacu                           |
| 15:00 (17:00 UTC+4)   |            | Relatório | Carrasco 38' | Público: 4 500 Árbitro: SRB Nenad Minakovic |

| 9 de setembro de 2023 | Estónia | 0 – 5     | Suécia                                                                  | A. Le Coq Arena, Tallinn                    |
| 20:45 (21:45 UTC+3)   |         | Relatório | Gyökeres 18' · Kulusevski 24' · Isak 39' · Quaison 75' · Claesson 90+2' | Público: 11 411 Árbitro: ROU Horațiu Feșnic |

| 12 de setembro de 2023 | Bélgica                                                           | 5 – 0     | Estónia | Estádio Rei Balduíno, Bruxelas                  |
| 20:45                  | Vertonghen 4' · Trossard 18' · Lukaku 56', 58' · De Ketelaere 88' | Relatório |         | Público: 24 127 Árbitro: POL Bartosz Frankowski |

| 12 de setembro de 2023 | Suécia   | 1 – 3     | Áustria                                     | Friends Arena, Solna                          |
| 20:45                  | Holm 90' | Relatório | Gregoritsch 53' · Arnautović 56', 69' (pen) | Público: 43 228 Árbitro: NED Serdar Gözübüyük |

| 13 de outubro de 2023 | Estónia | 0 – 2     | Azerbaijão                          | A. Le Coq Arena, Tallinn                    |
| 18:00 (19:00 UTC+3)   |         | Relatório | Bayramov 9' · Sheydayev 45+4' (pen) | Público: 5 652 Árbitro: GER Robert Schröder |

| 13 de outubro de 2023 | Áustria                         | 2 – 3     | Bélgica                         | Ernst-Happel-Stadion, Viena                    |
| 20:45                 | Laimer 72' · Sabitzer 84' (pen) | Relatório | Lukebakio 12', 55' · Lukaku 58' | Público: 47 000 Árbitro: ESP Jesús Gil Manzano |

| 16 de outubro de 2023 | Azerbaijão | 0 – 1     | Áustria            | Estádio Republicano Tofiq Bahramov, Bacu               |
| 18:00 (20:00 UTC+4)   |            | Relatório | Sabitzer 48' (pen) | Público: 4 446 Árbitro: GRE Aristotelis Diamantopoulos |

| 16 de outubro de 2023 | Bélgica          | 1 – 1     | Suécia       | Estádio Rei Balduíno, Bruxelas |
| 20:45                 | Lukaku 31' (pen) | Relatório | Gyökeres 15' | Árbitro: ITA Maurizio Mariani  |

| 16 de novembro de 2023 | Azerbaijão                     | 3 – 0     | Suécia | Estádio Republicano Tofiq Bahramov, Bacu   |
| 18:00 (21:00 UTC+4)    | Makhmudov 3', 89' · Dadaşov 6' | Relatório |        | Público: 5 570 Árbitro: SUI Esther Staubli |

| 16 de novembro de 2023 | Estónia | 0 – 2     | Áustria                   | A. Le Coq Arena, Tallinn                     |
| 18:00 (19:00 UTC+2)    |         | Relatório | Laimer 25' · Lienhart 39' | Público: 4 488 Árbitro: MNE Nikola Dabanović |

| 19 de novembro de 2023 | Bélgica                                  | 5 – 0     | Azerbaijão | Estádio Rei Balduíno, Bruxelas           |
| 18:00                  | Lukaku 17', 26', 30', 37' · Trossard 90' | Relatório |            | Público: 30 276 Árbitro: HUN Gergő Bogár |

| 19 de novembro de 2023 | Suécia                      | 2 – 0     | Estónia | Friends Arena, Solna                       |
| 18:00                  | Claesson 22' · Forsberg 55' | Relatório |         | Público: 11 201 Árbitro: ITA Fabio Maresca |